# Región del Litoral (Camerún)
Litoral  es una de las diez regiones de la República de Camerún, cuya capital es la ciudad de Douala. Tiene una superficie de 20.239 km², que en términos de extensión es similar a la de El Salvador.

## Geografía
La región está situada en el oeste del país y limita al norte con la región Oeste, en el suroeste, hasta el océano Atlántico, en el sureste de la región Sur, al oeste con la región de Sudoeste y en el este de la Región del Centro.

## Departamentos
Esta región camerunesa posee una subdivisión interna compuesta por unos cuatro departamentons a saber: 
- Moungo
- Nkam
- Sanaga-Maritime
- Wouri

## Territorio y población
La región del Litoral es poseedora de una superficie de 20.239 kilómetros cuadrados. Dentro de la misma reside una población compuesta por unas 2.192.267 personas (cifras del censo del año 2005). La densidad poblacional dentro de esta provincia es de 108,32 habitantes por kilómetro cuadrado.